# SS-Hauptscharführer (RFB)

SS-Hauptscharführer (RFB) – stopień wojskowy noszony przez kandydatów na oficerów rezerwy w wojskach Waffen-SS. Jego polskim odpowiednikiem jest starszy sierżant podchorąży. Niższym stopniem był SS-Oberscharführer (RFB) (sierżant podchorąży).